# Coenosia strigipes
Coenosia strigipes este o specie de muște din genul Coenosia, familia Muscidae, descrisă de Stein în anul 1916. Conform Catalogue of Life specia Coenosia strigipes nu are subspecii cunoscute.